# Sezon snookerowy 2010/2011
Sezon snookerowy 2010/2011 – seria turniejów snookerowych rozgrywanych między 20 maja 2010 a 2 maja 2011 roku.

## Kalendarz
| Daty  | Daty  | Nazwa turnieju                             | Miejsce                 | Lokalizacja                 | Zwycięzca         | Drugie miejsce    | Wynik |
| ----- | ----- | ------------------------------------------ | ----------------------- | --------------------------- | ----------------- | ----------------- | ----- |
| 20.05 | 24.05 | Austrian Open                              | BRP Rotax Halle         | Wels, Austria               | Judd Trump        | Neil Robertson    | 6-4   |
| 03.06 | 06.06 | Wuxi Classic                               | Wuxi Sports Center      | Wuxi, Chiny                 | Shaun Murphy      | Ding Junhui       | 9-8   |
| 24.06 | 27.06 | Players Tour Championship – Turniej 1      | World Snooker Academy   | Sheffield, Anglia           | Mark J. Williams  | Stephen Maguire   | 4-0   |
| 08.07 | 11.07 | Players Tour Championship – Turniej 2      | World Snooker Academy   | Sheffield, Anglia           | Mark Selby        | Barry Pinches     | 4-3   |
| 19.07 | 25.07 | Beijing International Challenge            | University Gymnasium    | Pekin, Chiny                | Tian Pengfei      | Ryan Day          | 9-3   |
| 24.07 | 25.07 | Irish Classic                              | Celbridge Snooker Club  | Kildare, Irlandia           | Fergal O’Brien    | Michael Judge     | 5-1   |
| 06.08 | 08.08 | Players Tour Championship – Turniej 3      | World Snooker Academy   | Sheffield, Anglia           | Tom Ford          | Jack Lisowski     | 4-0   |
| 14.08 | 16.08 | Players Tour Championship – Turniej 4      | World Snooker Academy   | Sheffield, Anglia           | Barry Pinches     | Ronnie O’Sullivan | 4-3   |
| 26.08 | 29.08 | Euro Players Tour Championship – Turniej 1 | Stadthalle              | Fürth, Niemcy               | Judd Trump        | Anthony Hamilton  | 4-3   |
| 06.09 | 12.09 | Shanghai Masters                           | Grand Stage             | Szanghaj, Chiny             | Allister Carter   | Jamie Burnett     | 10-7  |
| 18.09 | 26.09 | World Open                                 | S.E.C.C.                | Glasgow, Szkocja            | Neil Robertson    | Ronnie O’Sullivan | 5-1   |
| 30.09 | 03.10 | Euro Players Tour Championship – Turniej 2 | Boudewijn Seapark       | Brugia, Belgia              | Shaun Murphy      | Matthew Couch     | 4-2   |
| 08.10 | 10.10 | Players Tour Championship – Turniej 5      | World Snooker Academy   | Sheffield, Anglia           | Ding Junhui       | Jamie Jones       | 4-1   |
| 11.10 | 20.10 | Paul Hunter English Open                   | Northern Snooker Centre | Leeds Anglia                | Robbie Williams   | Stephen Craigie   | 6-4   |
| 14.10 | 17.10 | Players Tour Championship – Turniej 6      | World Snooker Academy   | Sheffield, Anglia           | Dominic Dale      | Martin Gould      | 4-3   |
| 22.10 | 24.10 | Euro Players Tour Championship – Turniej 3 | Walter Kobel Sporthalle | Rüsselsheim am Main, Niemcy | Marcus Campbell   | Liang Wenbo       | 4-0   |
| 28.10 | 31.10 | Euro Players Tour Championship – Turniej 4 | Snooker Academy         | Gloucester, Anglia          | Stephen Lee       | Stephen Maguire   | 4-2   |
| 05.11 | 07.11 | World Seniors Championship                 | Cedar Court Hotel       | Bradford, Anglia            | Jimmy White       | Steve Davis       | 4-1   |
| 12.11 | 14.11 | Euro Players Tour Championship – Turniej 5 | Sparkassen Arena        | Hamm, Niemcy                | John Higgins      | Shaun Murphy      | 4-2   |
| 19.11 | 21.11 | Euro Players Tour Championship – Turniej 6 | Sparta Podvinný Mlýn    | Praga, Czechy               | Michael Holt      | John Higgins      | 4-3   |
| 08.09 | 28.11 | Premier League Snooker                     | Potters Leisure Resort  | Hopton-on-Sea, Anglia       | Ronnie O’Sullivan | Shaun Murphy      | 7-1   |
| 04.12 | 12.12 | UK Championship                            | Int'l Centre            | Telford, Anglia             | John Higgins      | Mark J. Williams  | 10-9  |
| 09.01 | 16.01 | Masters Snooker                            | Wembley Arena           | Londyn, Anglia              | Ding Junhui       | Marco Fu          | 10-4  |
| 28.01 | 30.01 | Shoot Out                                  | Circus Arena            | Blackpool, Anglia           | Nigel Bond        | Robert Milkins    | 1-0   |
| 02.02 | 06.02 | German Masters                             | Tempodrom               | Berlin, Niemcy              | Mark J. Williams  | Mark Selby        | 9-7   |
| 14.02 | 20.02 | Welsh Open                                 | Newport Centre          | Newport, Walia              | John Higgins      | Stephen Maguire   | 9-6   |
| 17.03 | 20.03 | Players Tour Championship – finał          | The Helix               | Dublin, Irlandia            | Shaun Murphy      | Martin Gould      | 4-0   |
| 03.01 | 24.03 | Championship League Snooker                | Crondon Park Golf Club  | Essex, Anglia               | Matthew Stevens   | Shaun Murphy      | 3-1   |
| 28.03 | 03.04 | China Open                                 | University Gymnasium    | Pekin, Chiny                | Judd Trump        | Mark Selby        | 10-8  |
| 16.04 | 02.05 | Mistrzostwa świata w snookerze             | Crucible Theatre        | Sheffield, Anglia           | John Higgins      | Judd Trump        | 18-15 |

| Inne turnieje, nierankingowe |
| Turnieje PTC, rankingowe     |
| Turnieje rankingowe          |